# Yogyakartské principy
Yogyakartské principy jsou dokument o lidských právech v oblasti sexuální orientace a genderové identity, který byl výsledkem mezinárodního setkání lidskoprávních skupin v indonéské Yogyakartě v listopadu 2006. V roce 2017 byly principy doplněny a rozšířeny o nové oblasti týkající se například genderých projevů a pohlavních znaků.
Principy a jejich doplněk obsahují soubor zásad, jejichž cílem je uplatňovat standardy mezinárodního práva v oblasti lidských práv při řešení případů porušování lidských práv leseb, gayů, bisexuálních, transsexuálních a intersexuálních lidí (LGBTI).

## Verze

### Původní verze zroku 2007
Samotné Principy jsou obsáhlým dokumentem, který se zabývá právními otázkami. Následuje jejich přehled:
- Preambule: Preambule přiznává, že dochází k porušování lidských práv na základě sexuální orientace a genderové identity, které narušuje lidskou integritu a důstojnost, stanovuje příslušný právní rámec a uvádí definice klíčových pojmů.
- Právo na všeobecné užívání lidských práv, nediskriminaci a uznání před zákonem: Principy 1 až 3 stanoví zásady univerzálnosti lidských práv a jejich uplatňování na všechny osoby bez diskriminace, jakož i právo všech lidí na uznání jejich osobnosti před zákonem bez nutnosti chirurgické změny pohlaví nebo sterilizace.
  - Příklad:
    - Zákony kriminalizující homosexualitu porušují mezinárodní právo na nediskriminaci (rozhodnutí Výboru OSN pro lidská práva).
- Právo na lidskou a osobní bezpečnost: Principy 4 až 11 se týkají základních práv na život, svobodu před násilím a mučením, soukromí, přístup ke spravedlnosti a ochranu před svévolným zadržením a obchodováním s lidmi.
  - Příklady:
    - Trest smrti je nadále ukládán za dobrovolný pohlavní styk mezi dospělými osobami stejného pohlaví, přestože rezoluce OSN zdůrazňují, že trest smrti za „dobrovolný pohlavní styk mezi dospělými osobami“ nesmí být ukládán.
    - Jedenáct mužů bylo zatčeno v gay baru a více než rok drženo ve vazbě. Pracovní skupina OSN pro svévolné zadržování dospěla k závěru, že tito muži byli ve vazbě v rozporu s mezinárodním právem, a se znepokojením konstatovala, že „jeden z vězňů v důsledku svévolného zadržení zemřel“.
- Hospodářská, sociální a kulturní práva: Principy 12 až 18 stanoví význam nediskriminace při uplatňování hospodářských, sociálních a kulturních práv, včetně zaměstnání, ubytování, sociálního zabezpečení, vzdělávání, sexuálního a reprodukčního zdraví včetně práva na informovaný souhlas a léčby změny pohlaví.
  - Příklady:
    - Lesbické a transgenderové ženy jsou vystaveny zvýšenému riziku diskriminace, bezdomovectví a násilí (podle zprávy zvláštního zpravodaje OSN pro přiměřené bydlení).
    - Dívky, které projevují náklonnost k osobám stejného pohlaví, čelí diskriminaci a vyloučení ze vzdělávacích institucí (podle zprávy zvláštního zpravodaje OSN pro právo na vzdělání).
    - Úřad Vysokého komisaře OSN pro lidská práva vyjádřil znepokojení nad zákony, které „zakazují transsexuálům operativní změnu pohlaví nebo vyžadují, aby intersexuální osoby podstoupily takovou operaci proti své vůli“.
- Právo na vyjádření, názor a sdružování: Principy 19 až 21 zdůrazňují význam svobody vyjadřovat sebe sama, svou identitu a sexualitu bez zásahů státu na základě sexuální orientace nebo genderové identity, včetně práva pokojně se účastnit veřejných shromáždění a akcí a jinak se sdružovat s ostatními.
  - Příklad:
    - Pokojné shromáždění na podporu rovného zacházení nehledě na sexuální orientaci nebo genderovou identitu bylo úřady zakázáno a jeho účastníci byli obtěžováni a zastrašováni policií a extremistickými nacionalisty, kteří pokřikovali hesla jako „Došlápněme si na buzeranty“ a „Uděláme vám to, co Hitler udělal Židům“ (podle zprávy zvláštního zpravodaje OSN pro současné formy rasismu, rasové diskriminace, xenofobie a podobné nesnášenlivosti).
- Svoboda pohybu a azyl: Principy 22 a 23 zdůrazňují právo osob žádat o azyl před pronásledováním na základě sexuální orientace nebo genderové identity.
  - Příklad:
    - Osobám, které čelí odůvodněným obavám z pronásledování na základě sexuální orientace, by měla být přiznána uprchlická ochrana (Směrnice Úřadu Vysokého komisaře OSN pro uprchlíky).
- Právo na účast na kulturním a rodinném životě: Principy 24 až 26 se týkají práv osob na účast na rodinném životě, veřejných záležitostech a kulturním životě své komunity bez diskriminace na základě sexuální orientace nebo genderové identity.
  - Příklad:
    - Státy mají povinnost nerozlišovat mezi partnerskými vztahy osob různého pohlaví a osob stejného pohlaví pokud jde o přidělování partnerských dávek, jako jsou pozůstalostní důchody (rozhodnutí Výboru OSN pro lidská práva).
- Práva obránců lidských práv: Princip 27 uznává právo hájit a prosazovat lidská práva bez diskriminace na základě sexuální orientace a genderové identity a povinnost států zajistit ochranu obránců lidských práv působících v těchto oblastech.
  - Příklady:
    - Obráncům lidských práv, kteří se zabývají otázkami sexuální orientace a genderové identity v zemích a regionech po celém světě, „bylo vyhrožováno, docházelo k útokům na jejich domy a kanceláře, byli fyzicky napadáni, mučeni, sexuálně zneužíváni, pravidelně jim bylo vyhrožováno smrtí anebo byli dokonce zabiti. Velkou obavu v tomto ohledu vzbuzuje téměř naprostá neserióznost, s jakou příslušné orgány k takovým případům přistupují.“ (zpráva zvláštního zástupce generálního tajemníka OSN pro obránce lidských práv).
- Právo na odškodnění a odpovědnost: Principy 28 a 29 úvádějí, že je důležité pohnat k odpovědnosti osoby, které práva porušují, a zajistit přiměřené odškodnění pro ty, kteří museli porušování těchto práv čelit.
  - Příklad:
    - Úřad Vysokého komisaře OSN pro lidská práva vyjádřil znepokojení nad „beztrestností násilných trestných činů vůči LGBT osobám“ a připomněl „odpovědnost státu za poskytnutí náležité ochrany“. Úřad Vysokého komisaře konstatuje, že „vyloučení LGBT osob z této ochrany je jasným porušením mezinárodního práva v oblasti lidských práv, jakož i společných standardů lidskosti, která nás všechny definuje“.
- Další doporučení: Principy obsahují 16 dalších doporučení pro národní lidskoprávní instituce, profesní organizace, sponzory, nevládní organizace, Úřad vysokého komisaře pro lidská práva, agentury OSN, smluvní orgány, zvláštní postupy a další.
  - Příklad:
    - Na závěr principy přiznávají řadě subjektů zodpovědnost za podporu a ochranu lidských práv a za začlenění těchto standardů do své práce. Například společné prohlášení 54 států ze čtyř z pěti regionů OSN, které bylo předneseno na zasedání Rady OSN pro lidská práva dne 1. prosince 2006, vyzývá Radu pro lidská práva, aby „věnovala náležitou pozornost porušování lidských práv na základě sexuální orientace a genderové identity“, oceňuje práci občanské společnosti v této oblasti a vyzývá „všechny zvláštní a smluvní orgány, aby i nadále ve svých příslušných mandátech zohledňovaly porušování lidských práv na základě sexuální orientace a genderové identity“. Jak toto prohlášení uvádí a jak Yogyakartské principy potvrzují, účinná ochrana lidských práv je skutečně odpovědností všech.

### Dodatečných 10 Yogyakartských principů zroku 2017
- Preambule: Preambule připomíná vývoj mezinárodního práva v oblasti lidských práv a záměr Principy pravidelně aktualizovat. Definuje genderové projevy a pohlavní znaky a tyto definice aplikuje na původní principy, uznává vzájemnou provázanost principů a i jejich provázanost s jinými aspekty.
- Právo na státní ochranu: Princip 30 uznává právo na státem poskytovanou ochranu před násilím, diskriminací a újmou, včetně vynaložení náležité péče při prevenci, vyšetřování, stíhání a nápravě.
- Právo na právní uznání: Princip 31 požaduje právo na právní uznání bez ohledu na pohlaví, gender, sexuální orientaci, genderovou identitu, genderový projev nebo pohlavní znaky, čímž by skončilo nadbytečné uvádění těchto informací v identifikačních dokladech.
- Právo na tělesnou a duševní integritu: Princip 32 uznává právo na tělesnou a duševní integritu, autonomii a sebeurčení, včetně svobody od mučení a špatného zacházení. Vyzývá k tomu, aby nikdo nebyl bez svého souhlasu podroben invazivním nebo nevratným lékařským zákrokům ke změně pohlavních znaků, pokud to není nezbytné k zabránění naléhavé a vážné zdravotní újmě.
- Právo na svobodu od kriminalizace a sankcí: Princip 33 uznává právo na svobodu před nepřímou nebo přímou kriminalizací nebo sankcemi, včetně zvykových a náboženských zákonů a zákonů o veřejné mravnosti, tuláctví, sodomii a propagandě.
- Právo na ochranu před chudobou: Princip 34 uznává právo na ochranu před chudobou a sociálním vyloučením.
- Právo na hygienu: Princip 35 požaduje právo na bezpečný a rovný přístup k hygienickým zařízením.
- Právo na užívání lidských práv ve vztahu k informačním a komunikačním technologiím: Princip 36 požaduje stejnou ochranu práv online i offline.
- Právo na pravdu: Zásada 37 požaduje právo znát pravdu o porušování lidských práv, včetně vyšetřování a odškodnění, bez omezení promlčecími lhůtami a včetně přístupu ke zdravotnické dokumentaci.
- Právo na provozování, ochranu, zachování a oživení kulturní rozmanitosti: Princip 38 vyzývá k právu uplatňovat a projevovat kulturní rozmanitost.
- Další závazky států: Dodatečných 10 Yogyakartských principů státům stanovuje řadu dalších závazků, mimo jiné v souvislosti s nemocí HIV/AIDS, přístupem ke sportu, bojem proti diskriminaci při prenatálním výběru a technologiích genetické modifikace, zadržováním a azylem, vzděláváním, právem na zdraví a svobodou pokojného shromažďování a sdružování.
- Další doporučení: Principy rovněž obsahují doporučení pro národní organizace pro lidská práva a sportovní organizace.